# Karetní hra

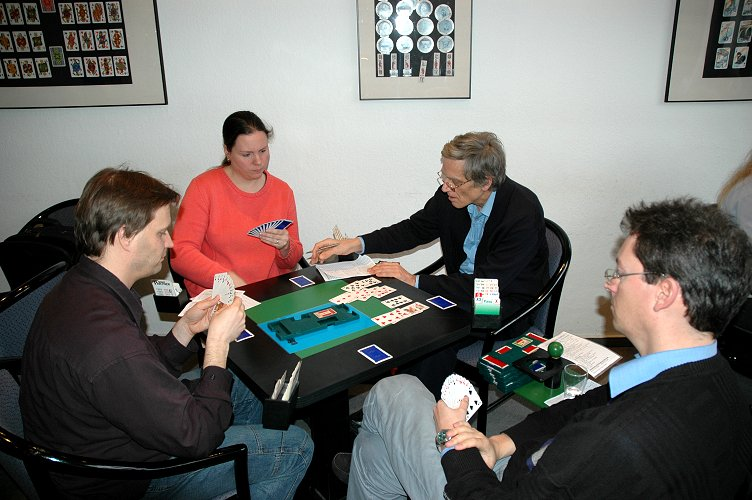
Hráči bridže

Karetní hra je hra, která se hraje s hracími kartami. Můžeme je rozdělit na klasické a moderní.
Za klasické jsou považovány hry hrané s tradičními karetními listy (např. francouzské, známé též jako žolíkové). Je pro ně charakteristické, že jeden stejný balíček umožňuje hrát velké množství různých her.
Oproti tomu moderní karetní hry představují jednu konkrétní hru a ve většině případů není možné hrát s jejich pomocí hry jiné (např. Bang!).
Jako karetní hra se také někdy označuje balíček hracích karet.

## Oblíbené karetní hry

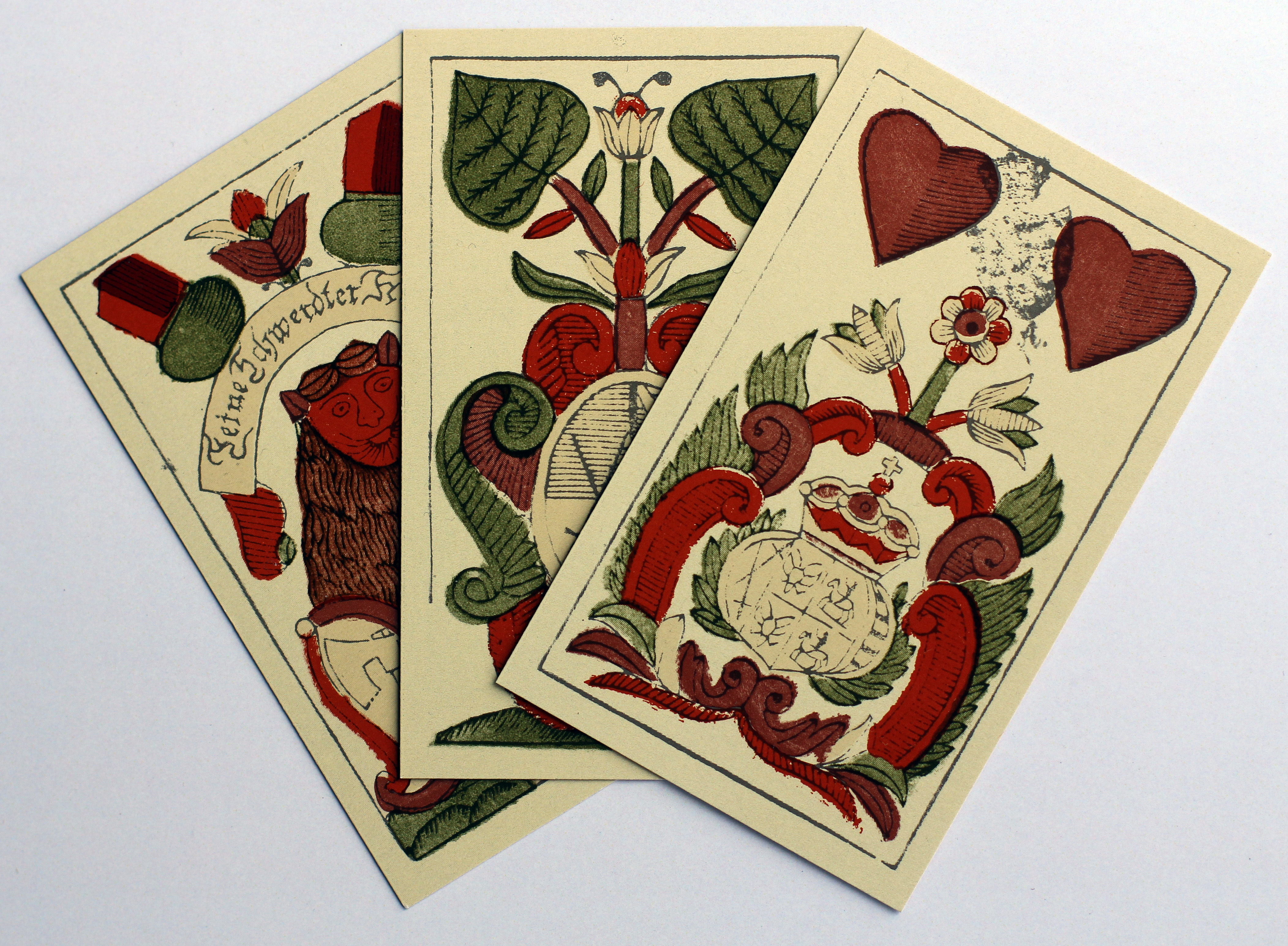
Hrací karty na prší

Mezi nejoblíbenější české karetní hry patří například: blackjack, prší, mariáš, žolíky, autobus, poker, oko, kent a zelená louka.

## Historie

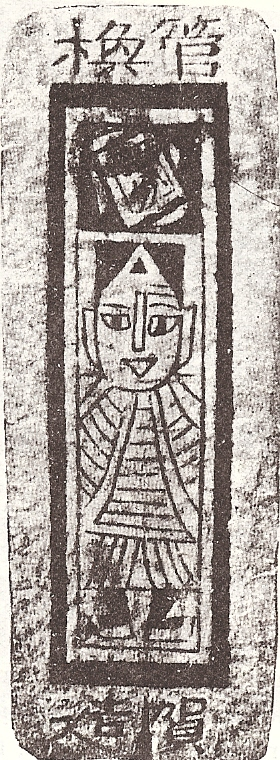
Čínská karta (dynastie Ming, cca 1400 n. l.)

### Mýty a legendy
Karty jsou opředeny legendami, které kladou jejich vznik do antiky. V některých pramenech je původ prvních karet připisován antickému filozofovi Chilonovi, který prý karetní hru považoval za prostředek zapomenutí chudiny na svou bídu. Jiná legenda praví, že karetní hra vznikla z dlouhé chvíle při obléhání Tróje. Na starých evropských kartách je často zobrazován bůh Merkur, jehož darem lidstvu prý karty jsou.

### Historická fakta
Většina teorií umísťuje původ karet do Číny, vyskytují se však i názory, že karty vznikly v Indii, Japonsku, Koreji nebo snad v Persii. Ovšem první podložená zmínka o hraní karet pochází z Číny. Jak praví kroniky, hrál na Nový rok l. p. 969 (podle čínského kalendáře) císař Mu-tsung dominové karty se svými ženami. Nejednalo se tedy o karty, jak je známe dnes, avšak nešlo ani o domino.
Karty, které by se podobaly těm, které nám jsou dobře známé, se objevily až později. Písemné prameny uvádějí, že to bylo v roce 1120 a vznikly prý pro potěchu konkubín čínského císaře Séun-ho. Jednalo se o karty Kwan pai ze skupiny tzv. peněžních karet. Původně se pravděpodobně hrálo se skutečnými penězi, což dokládá i čínská encyklopedie z roku 1678, která dává rovnítko mezi karty a peníze Sung.

### Jak se karty dostaly do Evropy
Teorií o tom, jak se karty dostaly do Evropy, existuje několik, většinu z nich však dostupné informace vyvracejí.
- karty přinesli poutníci putující do Svaté země
- karty přinesli mongolští nájezdníci
- karty přinesli křižáci ze svých tažení
- karty přinesli Cikáni
- karty se do Evropy dostaly působením arabského vlivu

O původu karet nejvíce napovídají názvy nejstarších dochovaných karet. V Itálii nesla ve 14. a 15. století karetní hra pojmenování naibi a ve Španělsku naypes. Slova pocházejí z arabštiny a hebrejštiny. Naibi je pravděpodobně odvozeno z arabského laib, což v doslovném překladu znamená hračka nebo hra. Původ naibi lze též hledat v ještě bližším arabském slově nabi, což znamená prorok. Šlo by tedy o pojem věštění, ke kterému se karet také používalo a dodnes používá. V arabsko-hebrejské terminologii věšteckých výrazů jsou velmi příbuzná slova nabi, naba, nabas, naibes. V arabštině rovněž existuje velice příbuzný výraz naib, což znamená zástupce. Vysvětlení pak lze hledat v tom, že vedle krále v roli svrška vystupuje naib – zástupce, a naib thani – druhý zástupce.
Samotný pojem karta bychom mohli odvodit od termínů ze středověkých slovníků jako chartae, cartae, nebo charticelae. Tyto pojmy se původně používaly jako název pro psací papír vyrobený z papyru a později se toto označení přeneslo na hrací karty.
Nejstarší dochovaná sada arabských karet pochází z 15. století a byla pravděpodobně vyrobena na území dnešního Egypta. Barvy arabských karet byly Darahim (mince), Tuman (poháry), Suyuf (meče) a Jawkan (hole na pólo). Porovnáním s barvami evropských karet zjistíme, že mají velice blízko k barvám italských karet a jen o něco méně ke kartám španělským.
Za nejstarší zmínku o kartách v Evropě se považuje varování dominikánského řeholníka v Basileji před svody hříšné karetní hry z r. 1377. Nejstarší dochovanou evropskou sadou – mimochodem umělecky velmi zdařilou – je tzv. Stuttgartská karetní hra, která vznikla v l. 1427–31 na objednávku vášnivého lovce, vévody württemberského. K masovému rozšíření karetních her v Evropě přispěl v první řadě vynález knihtisku, který výrazně snížil jejich cenu.

### Počátky karetních her v českých zemích
V českých zemích dosáhly karty pravého rozmachu v době po husitské revoluci, kdy se lidé začínali navracet zpět ke světským zábavám. Na konci 15. století jsou tak hazardní hry jako karty a kostky vedle složitého šachu rozšířeny ve všech vrstvách obyvatelstva – od krále přes šlechtu až po městské či venkovské krčmy. Kněží se proti kartám ostře stavěli, a to jak katoličtí tak i utrakvističtí. V té době se hrály zpravidla jednoduché hry, jako flus, což byla obdoba dnešního oka či kvarteto, zvané strašák.

## Úsloví, související s kartami
- Přiznat barvu.
- Vyložit karty na stůl.
- Jsi zelený jak sedma.
- Mám eso v rukávu.
- Mám všechny trumfy v rukách.
- Nahlížíš mi do karet.
- To mi hraje do karet.